# Straszny dwór

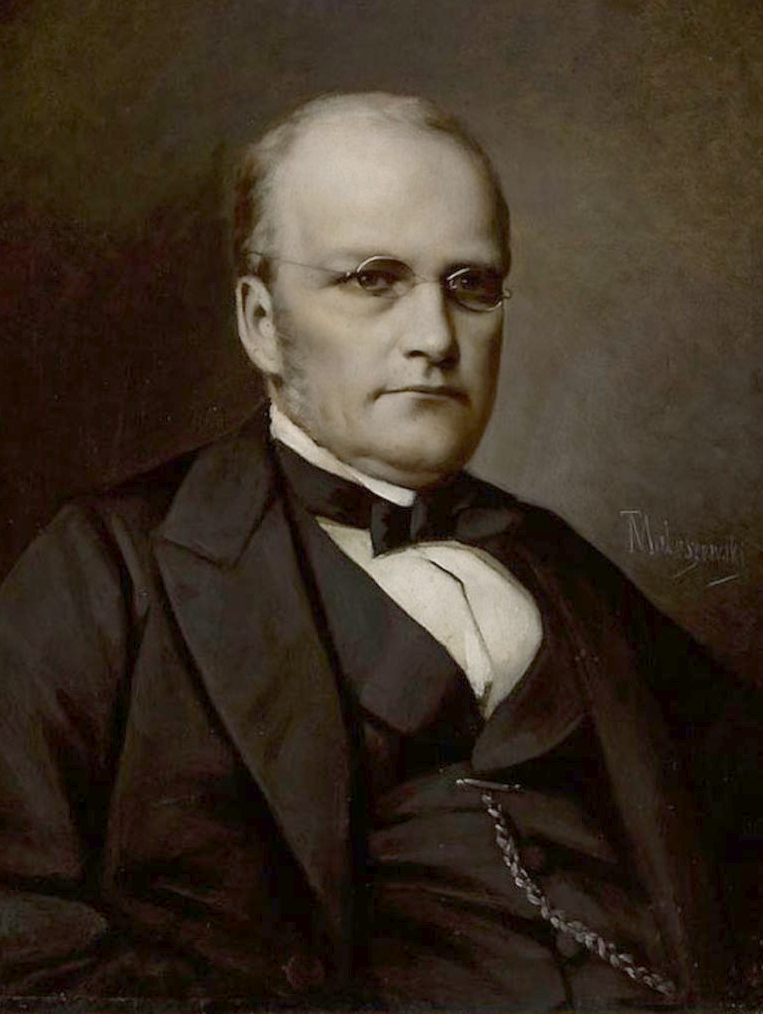
Stanisław Moniuszko

Straszny dwór (Den hemsökta herrgården) är en polsk opera i fyra akter med musik av Stanisław Moniuszko och libretto av Jan Chęciński.

## Historia
Efter att Januariupproret mot ryskt styre i Polen slagits ner 1864 förlorade polackerna hoppet om ett nationellt självbestämmande. Artister, författare, konstnärer och tonsättare vände blickarna tillbaka till en idylliserande syn av polsk historia. Ur denna mylla växte Straszny dwór fram. Operan visar upp en idyllisk bild av livet på ett polskt gods under andra hälften av 1600-talet, och det enkla modet hos en vanlig polack. Operan hade premiär den 28 september 1865 på Wielki Teatern i Warszawa men efter tredje föreställningen förbjöds den av tsarens censor.
Straszny dwór är Moniuszkos bästa opera och harmoniskt mer avancerad än Halka.

## Personer
- Miecznik, Svärdbäraren (baryton)
- Hanna, Mieczniks dotter och syster till Jadwiga (sopran)
- Jadwiga, Mieczniks dotter och syster till Hanna (mezzosopran)
- Stefan, en husar och broder till Zbigniew (tenor)
- Zbigniew, en husar och broder till Stefan (bas)
- Cześnikowa, tant till Stefan och Zbigniew (kontraalt)
- Maciej, tjänare till Cześnikowa och hennes familj (baryton)
- Skołuba, Mieczniks tjänare och portvakt (bas)
- Pan Damazy, en sprättig advokat (tenor)
- Marta, hushållerska (mezzosopran)
- Grześ, en dräng (baryton)
- En gammal kvinna (mezzosopran)
- Chłopiec, en pojke (talroll)

## Handling

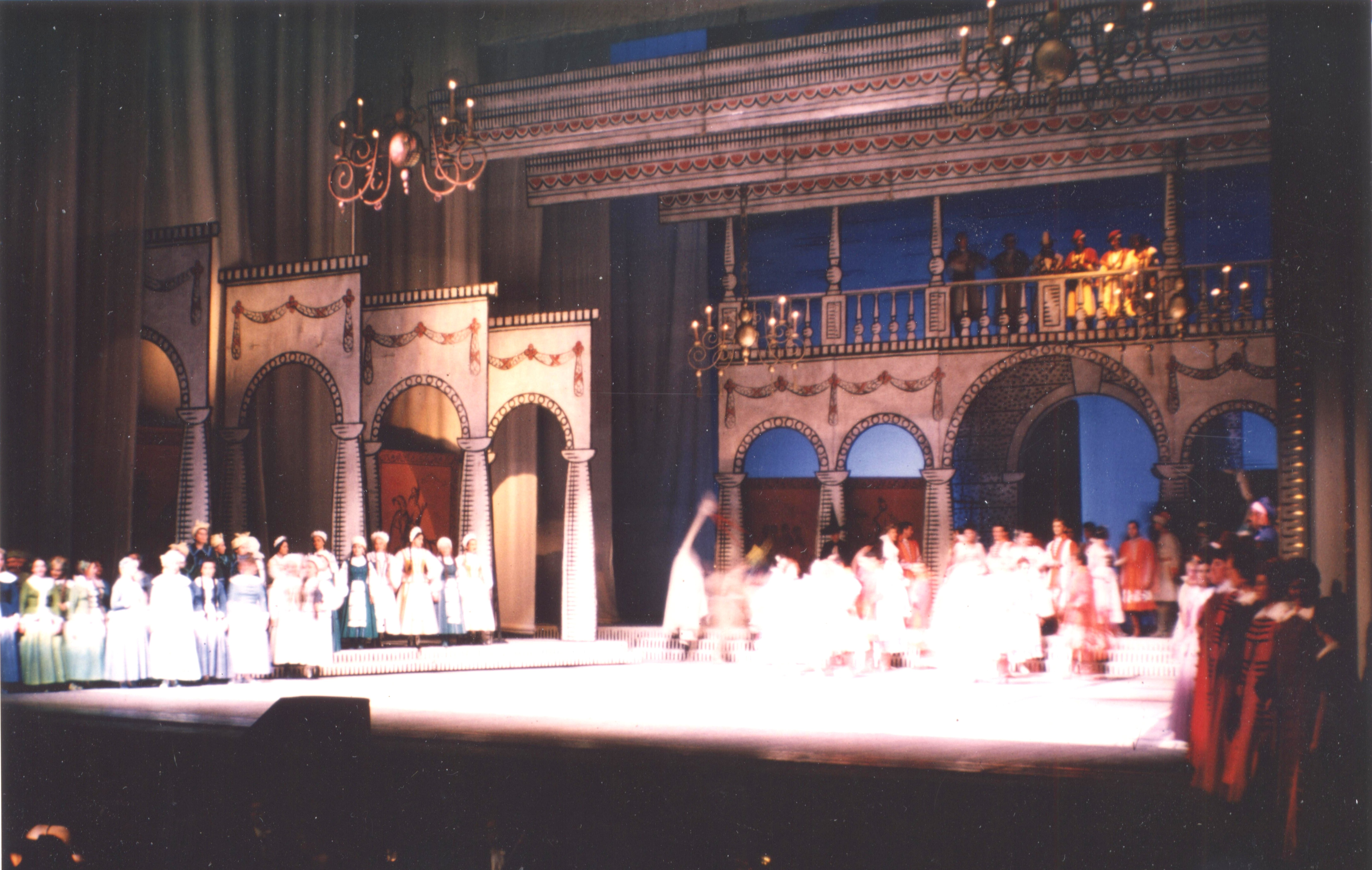
En föreställning av Straszny dwór från Warszawa 1966.

### Akt I
De två bröderna Stefan och Zbigniew återvänder hemåt från kriget. När de skils från sina vänner lovar de varandra att aldrig gifta sig för att alltid vara beredda att gå i krig för landet. Väl hemma bestämmer de för att besöka den gamle vännen Miecznik trots att hans herrgård är hemsökt.

### Akt II
Det är Nyårsfest på Mieczniks herrgård. Bröderna möter värdens två vackra döttrar, Hanna och Jadwiga, och de blir förälskade i dem. Men brödernas tant, Cześnikowa, vill att de ska gifta sig med andra flickor. Den sprättige advokaten Damazy vill själv gifta sig med Hanna. Miecznik beskriver de egenskaper som krävs för att få gifta sig med hans döttrar: de ska vara modiga och hängivna faderslandet. Cześnikowa och Damazy bestämmer sig för att bevisa att bröderna inte är värdiga.

### Akt III
Stefan och Zbigniew tillbringar natten i ett rum med en gammal klocka. Underliga saker lär ske där varje natt. Så snart de bli ensamma börjar porträtten på väggarna att röra sig och klockan börjar slå. Men bröderna låter sig inte skrämmas, särskilt som de upptäcker flickorna bakom porträtten och advokaten inne i klockan.

### Akt IV
Miecznik berättar om herrgårdens historia. Bröderna friar till systrarna och får ja. Allt slutar lyckligt, förutom för Cześnikowa och Damazy.